# Dobrowlany (rejon smorgoński)

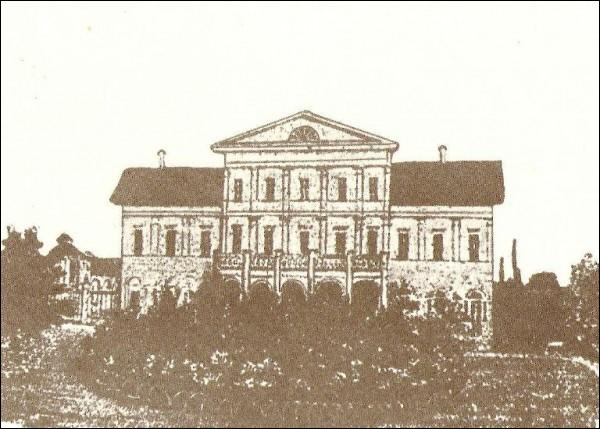
Pałac w Dobrowlanach na litografii Kazimierza Bachmatowicza – elewacja ogrodowa (1835)

Dobrowlany (biał. Дабраўляны; ros. Добровляны; hist. również Dubrowalny) – wieś na Białorusi, w rejonie smorgońskim obwodu grodzieńskiego, około 35 km na północ od Smorgoni, nad rzeczką Tuszczanką wpadającą do Straczy.

## Historia
Pierwotna nazwa tych dóbr to Dubrowy; w ciągu kilku wieków zmieniały one wielokrotnie swych właścicieli. Od XVI wieku byli to m.in.: Zenowicze; Adam Roski, podkomorzy oszmiański; w 1526 roku Leon Roski; Świrscy (1529, 1534, 1545, 1554); potem znów Roscy (1567, 1573, 1584; 1590, 1595); Stabrowscy (1647); Żabińscy (1650); Podbipięci (1650). Florian Podbipięta (~1610–?) sprzedał w 1685 roku ten majątek wraz z kilkoma innymi folwarkami Bogusławowi Unichowskiemu (~1660–1697), który przed 1719 rokiem sprzedał go Jakubowi Duninowi (~1680–1730), a ten sprzedał klucz dobrowlański swojemu zięciowi, księciu Pawłowi Karolowi Sanguszce. Sanguszkowie mieszkali w Dobrowlanach przez kilkadziesiąt lat, zbudowali tu barokowy pałac. Syn Pawła Hieronim Janusz Sanguszko, właściciel Dobrowlan od 1775 roku, sprzedał je w 1785 roku Marcjannie Abramowiczowej i jej synom Andrzejowi i Joachimowi, po których majątek odziedziczył syn Joachima Ignacy Abramowicz. Sprzedał on Dobrowlany w 1818 roku Adamowi Güntherowi (1782–1854) i jego żonie Aleksandrze Tyzenhauz (1780–1843). Adam Günther rozdzielił w 1851 roku swój wielki majątek (również wiele dóbr poza Dobrowlanami) między swoje trzy córki. Dobrowlany dostały się Matyldzie Buczyńskiej (1811–1867). W latach 1862–1864 ukrywał się w tym majątku Wincenty Dunin-Marcinkiewicz. Dobrowlany zostały skonfiskowane przez władze carskiej po powstaniu styczniowym i przed 1881 rokiem dostały się Stanisławowi Chomińskiemu, wtedy gubernatorowi cywilnemu Wołogdy, po którym odziedziczył je w 1886 roku jego syn Witold Zygmunt (~1850–1888), który przegrał Dobrowlany i inne majątki w karty. Po 1920 roku majątek został przejęty przez polskie władze państwowe i rozparcelowany.
W wyniku reformy administracyjnej w latach 1565–1566 dobra te weszły w skład województwa wileńskiego Rzeczypospolitej. Po III rozbiorze Polski w 1795 roku miejscowość znalazła się na terenie powiatu święciańskiego (ujezdu) guberni wileńskiej. Po I wojnie światowej Dobrowlany wróciły do Polski, po ustabilizowaniu się granicy polsko-radzieckiej w 1921 roku i ustablizowaniu się podziałów administracyjnych na tych terenach Dobrowlany znalazły się w gminie Świr w powiecie święciańskim województwa wileńskiego, od 1945 roku – w ZSRR, od 1991 roku – na terenie Republiki Białorusi.
Do 2016 roku wieś należała do sielsowietu Łyłojcie, obecnie – do sielsowietu Żodziszki.
W 2009 roku we wsi mieszkały 83 osoby.
We wsi stoi kaplica katolicka i katolicka kapliczka przydrożna.

## Nieistniejący pałac
W latach 1823–1830 Güntherowie częściowo rozebrali stary pałac Sanguszków, który już znajdował się w ruinie i wybudowali nowy, klasycystyczny pałac zgodnie z projektem Jana Borettiego. Był to budynek jedenastoosiowy, dwukondygnacyjny, w centralnej, pięcioosiowej części – trzykondygnacyjny. Był przykryty płaskim, gładkim dachem dwuspadowym. Głównym elementem dekoracyjnym wszystkich surowych elewacji były doryckie pilastry. Strona frontowa była skromniejsza niż ogrodowa: główne wejście było osłonięte jedynie małym daszkiem. Natomiast przed fasadą ogrodową znajdował się wielki balkon wsparty na półkoliście zamkniętych arkadach filarowych. Jedna strona parteru miała wielkie, półkoliście zamknięte okna, oświetlające oranżerię. Na szczytach wszystkich czterech elewacji były trójkątne frontony z oknami termalnymi. We wnętrzu, spośród około 30 pomieszczeń, charakterystyczna była znajdująca się w środku domu sklepiona kaplica z głębokimi gotyckimi wnękami okiennymi. Ołtarz, również w stylu gotyckim, był kopią grobowca Kazimierza Wielkiego na Wawelu, jednak z piaskowca. Kaplica służyła również jako zbrojownia. Na ścianach salonów wisiały cenne obrazy, m.in.: Smuglewicza, Orłowicza, Czechowicza, Albertrandiego, Norblina, Rustema, Jana Krzysztofa Damela i wielu innych. 
Pałac stał wśród rozległego parku romantycznego inspirowanego parkiem w Puławach. W parku były bardzo stare drzewa (wiek jednego z dębów w 1914 roku był oceniany na 500 lat), klomby, wysepki na sadzawkach, bramka egipska, łazienka, altanka chińska, wieżyczka gotycka, głaz pamiątkowy z napisem na cześć Izabeli Czartoryskiej. Stała tu też biała, murowana kapliczka, widoczna z okien pałacu na tle ciemnozielonego lasu. W pobliżu wybudowano cieplarnie (m.in. z takimi roślinami jak: jukka gloriosa, lilie, mimozy, żyworódki Daigremonta), wędliniarnię, lodownię i inne zabudowania gospodarcze.
Na wprost głównego wjazdu do pałacu wybudowano na jednej arkadzie przez rzeczkę murowany most wjazdowy. Między domem a mostem znajdował się duży trawnik z klombem pośrodku. Obok stała oficyna.
W latach 1914–1920 pałac został całkowicie zdewastowany, a wkrótce po wojnie spłonął w wyniku zaprószenia ognia przez pracowników. Wkrótce potem został rozebrany, zniknął również park. Do dziś pozostały jedynie niektóre zabudowania gospodarcze folwarku i resztki parku.
Majątek Dobrowlany został opisany w 4. tomie Dziejów rezydencji na dawnych kresach Rzeczypospolitej Romana Aftanazego.